# Cyperus graciliculmis
Cyperus graciliculmis är en halvgräsart som beskrevs av Kaare Arnstein Lye. Cyperus graciliculmis ingår i släktet papyrusar, och familjen halvgräs. Inga underarter finns listade i Catalogue of Life.